# Xing Yan'an
Xing Yan'an, född 17 juni 1983, är en friidrottare från Kina. Han deltog vid olympiska sommarspelen 2008.